# Globulin kháng tế bào lympho
Globulin chống tế bào lympho (ALG) là một loại truyền kháng thể động vật chống lại các tế bào T của người được sử dụng trong điều trị thải ghép cấp tính trong ghép tạng. Việc sử dụng lần đầu tiên được Thomas Starzl báo cáo vào năm 1966. Việc sử dụng nó trong cấy ghép đã được thay thế bởi thymoglobulin từ năm 1984 đến 1999.
Nó cũng đã được sử dụng trong điều trị thiếu máu bất sản.
Nó ít được sử dụng hơn so với globulin chống thymocyte tương tự (ATG), và giống như ATG, nó có liên quan đến hội chứng giải phóng cytokine trong thời gian ngắn và tăng nguy cơ rối loạn tế bào lympho sau ghép trong thời gian dài. ALG có nhiều khả năng gây ra tác dụng phụ hơn ATG, nhưng an toàn hơn OKT3.
Sản phẩm được sản xuất bởi Upjohn và Merieux, cũng như Schweizerisches Serum- und Impfinstitut ở Bern, sản phẩm sau được tạo ra bằng cách tiêm cho ngựa bằng tế bào lympho ống lồng ngực của con người và được gọi là "L lymphoser Berna".